# Victor Delporte (1855-1914)
Victor Alfred Louis Delporte (Dour, 18 augustus 1855 - 20 maart 1914) was een Belgisch volksvertegenwoordiger.

## Levensloop
Delporte promoveerde tot doctor in de geneeskunde aan de Katholieke Universiteit Leuven in 1879 en vestigde zich in Dour.
In 1893 stichtte hij de Fédération Catholique Boraine. 
Hij werd tweemaal katholiek volksvertegenwoordiger voor het arrondissement Bergen, van mei 1900 tot mei 1904 en van mei 1908 tot aan zijn dood.
Er is een Rue Victor Delporte (vroeger Rue du Calvaire) in Dour.